# Liste der Stolpersteine in Schiffweiler
Die Liste der Stolpersteine in Schiffweiler enthält die Stolpersteine, die im Rahmen des gleichnamigen Kunst-Projekts von Gunter Demnig in Schiffweiler verlegt wurden. Mit ihnen soll an die Opfer des Nationalsozialismus erinnert werden, die in Schiffweiler lebten und wirkten.
Die bisher einzige Verlegung fand am 18. März 2024 statt.

## Liste der Stolpersteine
| Name          | Adresse          | Bild | Inschrift                                                                                   | Verlegedatum  | Biografie und Anmerkungen |
| ------------- | ---------------- | --- | ------------------------------------------------------------------------------------------- | ------------- | ------------------------- |
| Hugo Haas     | Hauptstraße 15 · | Bild gesucht Der Benutzer GeorgDerReisende ( Diskussion ) wünscht sich an dieser Stelle ein Bild vom Ort mit diesen Koordinaten 49.370408 7.130858 . Motiv: Hauptstraße 15: Stolpersteine für die Familie Haas, die Lage und das Haus Falls du dabei helfen möchtest, erklärt die Anleitung , wie das geht. BW | Hier wohnte Hugo Haas Jg. 1881 'Schutzhaft' 1938 KZ Dachau KZ Buchenwald ermordet 27.1.1940 | 18. März 2024 |                           |
| Auguste Moses | Hauptstraße 15 · | Bild gesucht Die Wikipedia wünscht sich an dieser Stelle ein Bild vom hier behandelten Ort. Falls du dabei helfen möchtest, erklärt die Anleitung , wie das geht. BW | Hier wohnte Auguste Moses geb. Haas Jg. 1886 deportiert 1940 Gurs, Noé tot 7. Okt. 1940     | 18. März 2024 |                           |